# ホグマネイ

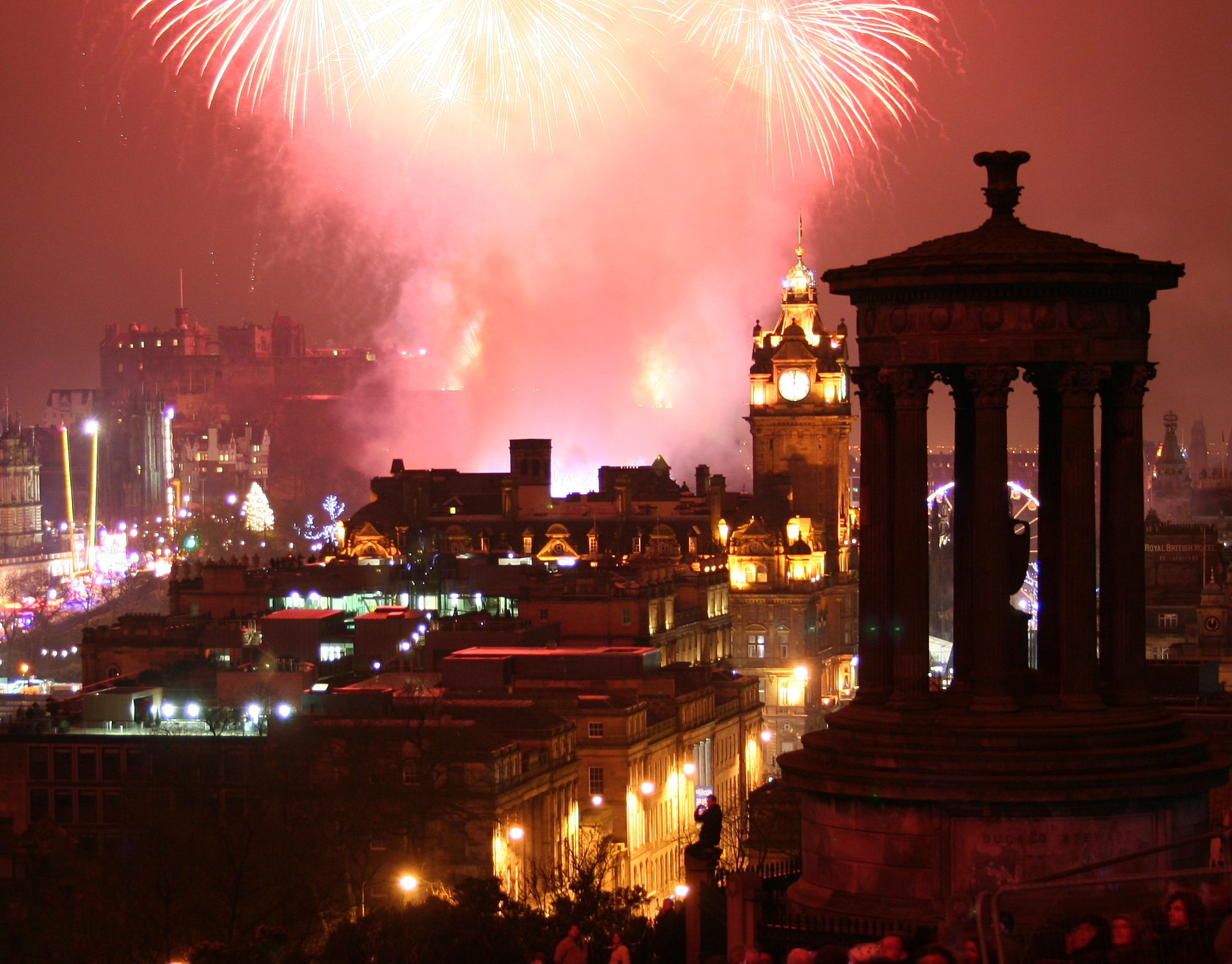
エディンバラのホグマネイで打ち上げられる花火

ホグマネイ（Hogmanay）は、スコットランドで大晦日を意味する言葉、また大晦日から1月1日の未明まで夜通しで続く祭のことを指す。

## 語源
語源は諸説あるが、フランス北部の方言である「オギナネ（hoguinané）」由来とするものがある。この言葉は他にも「オギナーヌ」、「オギノノ」、「オギネット」という変化形がある。「オギナネ」とは新年の贈り物を意味するが、他に「オー・ギ・メネ（ヤドリギのところへ連れて行くの意）」、「オー・ギ・ラン・ヌッフ（新年のヤドリギへの意）」または「オム・エ・ネ（男性（または人間）が生まれるの意）」の転訛説もある。アギィアヌフ（aguillaneuf）という古フランス語であるとの説もある。これは、大晦日に交換する贈り物のことをも指す。他にも、北欧諸語でユール（クリスマス）に先立って行われる祝宴を意味する「ホッゴノット」、ケルト語派で新年を意味する「ホグナス」などの説もある。
起源についても諸説あり、1604年には、モレイ･エルジンの記録で「ハグマニー（hagmany）」の名で言及されているが、古代に北欧から来たヴァイキングが持ち込んだとする説の他、中世のフランス王国との同盟「オールド・アライアンス (Auld Alliance)」を契機として入って来たものとする説もある。

## 概要

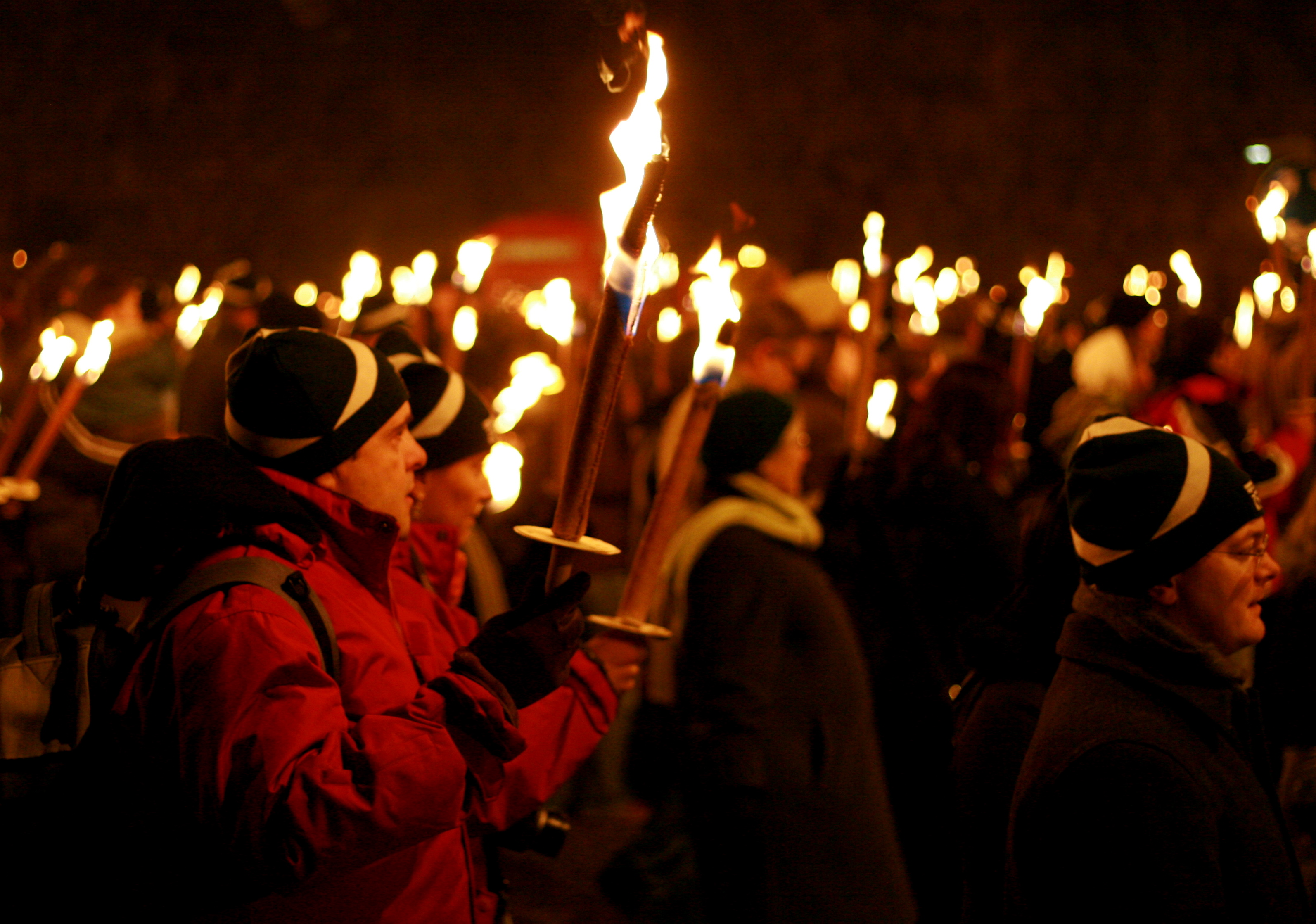
エディンバラのたいまつ行列

### エディンバラとグラスゴー
今日では、エディンバラとグラスゴウの二大都市では、ホグマネイを、ニューヨークのタイムズスクエアの大晦日並みに大々的に祝うので知られている。寒さにもかかわらず、この祭は多くの観衆を惹きつけ、未明の時間を飲み騒ぐことでも有名である。マーケティングの効果もあって、見物客は年々増加し、チケットが入手できないほどになっている。幻想的な花火大会とたいまつ行列がエディンバラ、そして他の多くの都市でも行われる。ホグマネイは、ハイランド地方、島嶼部に独自のしきたりが見られる。また、家庭での習慣にも興味深いものがある。
かつての伝統的なの祭では、牛の皮をまとった人々が、杖で打たれながら村を駆け回るものがあった。その当時の祭には、焚き火（ボーンファイア）や、火を付けた樽を丘から転がしたり、たいまつを投げたりというものもあった、動物の皮は杖にも巻かれ、その杖から出る煙が、悪霊を撃退するのに大きな効き目があると信じられていた。この杖もホグマネイと呼ばれる。
ホグマネイの様子は、テレビ局により中継されている。

### ハイランド地方
ハイランド地方の古い習慣では、ホグマネイを家庭や家畜の「サイニング（スコットランド語で「守り」「祝福」の意）」と共に祝う。この習慣が残っている地域は少ないが、今後復活する可能性もある。1月1日の早朝、一家の主人が、「死者と生者の浅瀬」から汲んで来た「魔法の水」を口にし、また家の周囲に撒く。（この浅瀬とは、生者や、死者の魂が行きかう地元の川と思われる）すべての部屋、ベッド、そして住人にまで水をまいた後、家の窓や戸をしっかりと締め、ビャクシンの枝に火を点けて、家や牛小屋の中を持って回る。鼻水や咳が出るくらいにまで燻した後、窓やドアを開け放ち、新年の冷たくて新鮮な空気を入れる。家の女性は、元気づけのためにウィスキーを食卓に出し、家族は新年の朝食の席に着く。
ストーンヘヴン

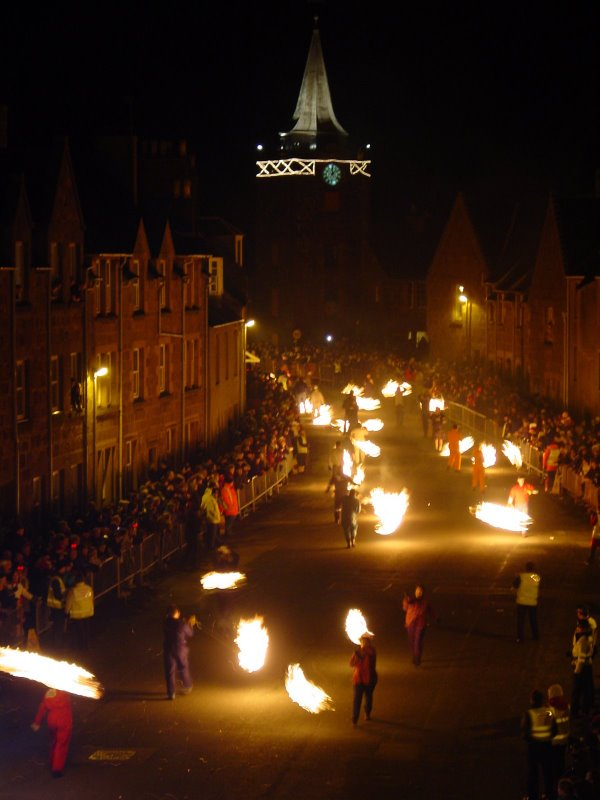
ストーンヘブンの火の球転がし

北東部のアバディーンシャーのストーンヘヴンでは火の球転がしが行われる。この行事では、地元の人々が金網に、古新聞や、棒や、ぼろ布や、その他燃えやすい材料を詰めて、直径60センチほどにして、ひとつひとつに約1メートルの針金や鎖、不燃性のロープを付け、火の球を作る。旧市庁舎の鐘が新年を知らせると、球に火が点けられ、参加者が、自分の頭のまわりで火の球を転がしながら、ハイ・ストリートを練り歩き、そして引き返す。最後に、まだ燃えている火の球を港に投げ捨てて終わる。この祭りは多くの人々の楽しみであり、見物客の人だかりができる。2007年から2008年にかけての祭りでは、1万2千の見物客があった 。最近では、これに付随する呼び物として、夜中まで待つ見物客のために、「火の踊り」や、「バグパイプバンドの行進」、そして海に火の球を投げ入れた後に、花火大会が行われる。この催しは、インターネットで中継もされている。
ルイス島
アウター･ヘブリディーズのルイス島では、少年たちが幾つかのグループに整列し、それぞれのリーダーがヒツジの皮をまとい、他のメンバーは袋を持って、村の家から家へと移動して、ゲール語の詩を暗誦する。家の中に招待されると、リーダーは火の回りを時計回りに歩き、他のみんなが杖で、リーダーの着ているヒツジの皮を叩く。少年たちは、次の家に移動する前に、家の人からバノック（干し果実が入ったパン）をもらう。
シェトランド諸島

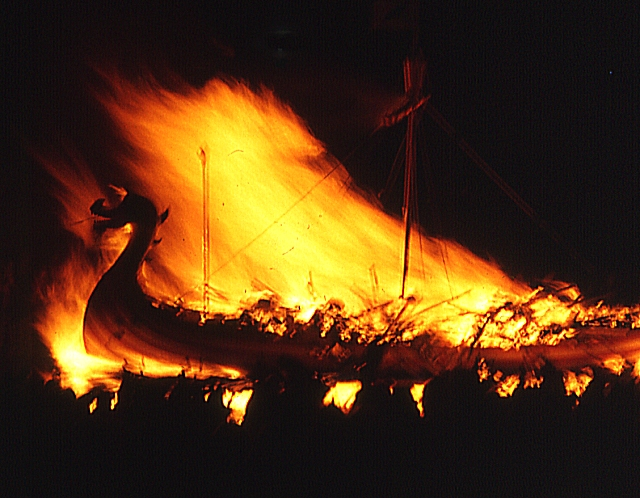
ヴァイキングの船のレプリカを燃やす儀式（シェトランド諸島）

アップ･ヘリー･アーと呼ばれる火祭りが、1月の最後の火曜日に行われる。これは1800年代の初期に始まったものだが、ここでは町の人々がヴァイキングの格好をして、ヴァイキングの船（ロングシップ）のレプリカを燃やす儀式が行われ、その後かなり大きな歓声が上がる。かつてヴァイキングに侵略された歴史が、今はホグマネイの目玉となっている。
フォークランドとセントアンドリュース
ファイフのフォークランドでは、夜中が近づくと、地元の男性が、たいまつ行列に参加してローモンドの丘に行く。セントアンドリュースのパン屋ではホグマネイの祝日用にケーキを焼いて、子供たちに与える習慣がある。このケーキを焼く日をケイクデイ（Cake day）と呼ぶ。

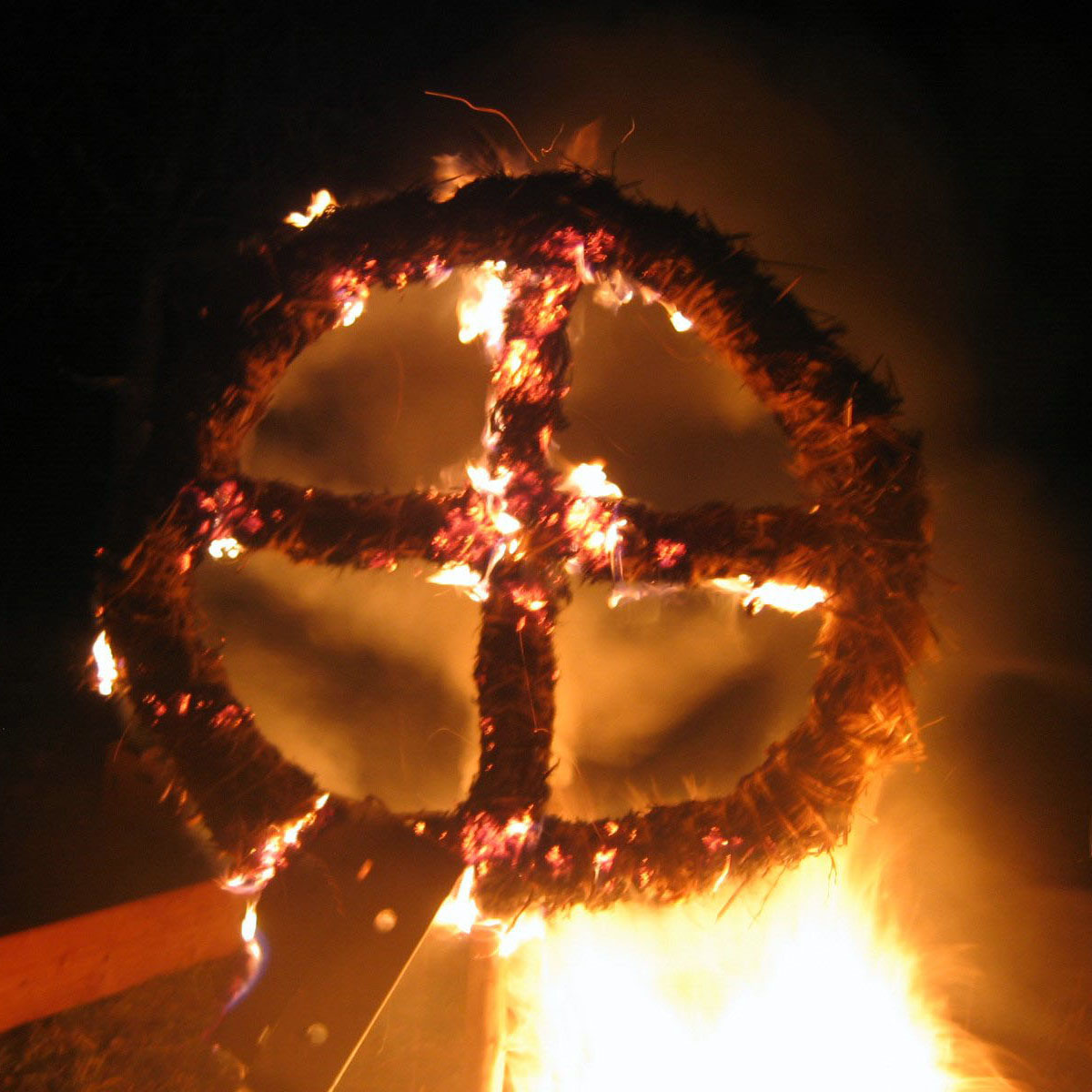
太陽の象徴を燃やすユールの儀式

### 祭の起源
ホグマネイには火を使う行事が多く、これもまた、バイキングの時代や異教の時代にさかのぼるものである。火は、冬至の後に戻って来る太陽を表し、悪霊を撃退すると信じられている。ホグマネイの起源は、冬至の頃に行われていた異教の儀式にさかのぼる。古代ローマでは、サトゥルニアと呼ばれる快楽主義的な冬至の祭りが行われていた。このサトゥルニアや、クリスマスの12日間の起源となった、バイキングのユールが、スコットランドでの新年の祝典に入り込み、何世紀もの期間を経て、今のホグマネイへと発展して行ったのである。研究者は、ホグマネイは、スコットランド人よりも、もっと北からブリテン島にやって来たバイキングから受け継いだもので、冬至の時期の祝いであったと言う。シェトランドでは、バイキングの影響はもっと強く、新年は、北欧の言葉に由来するユール（ユールズ）と呼ばれた。

### ホグマネイとクリスマス

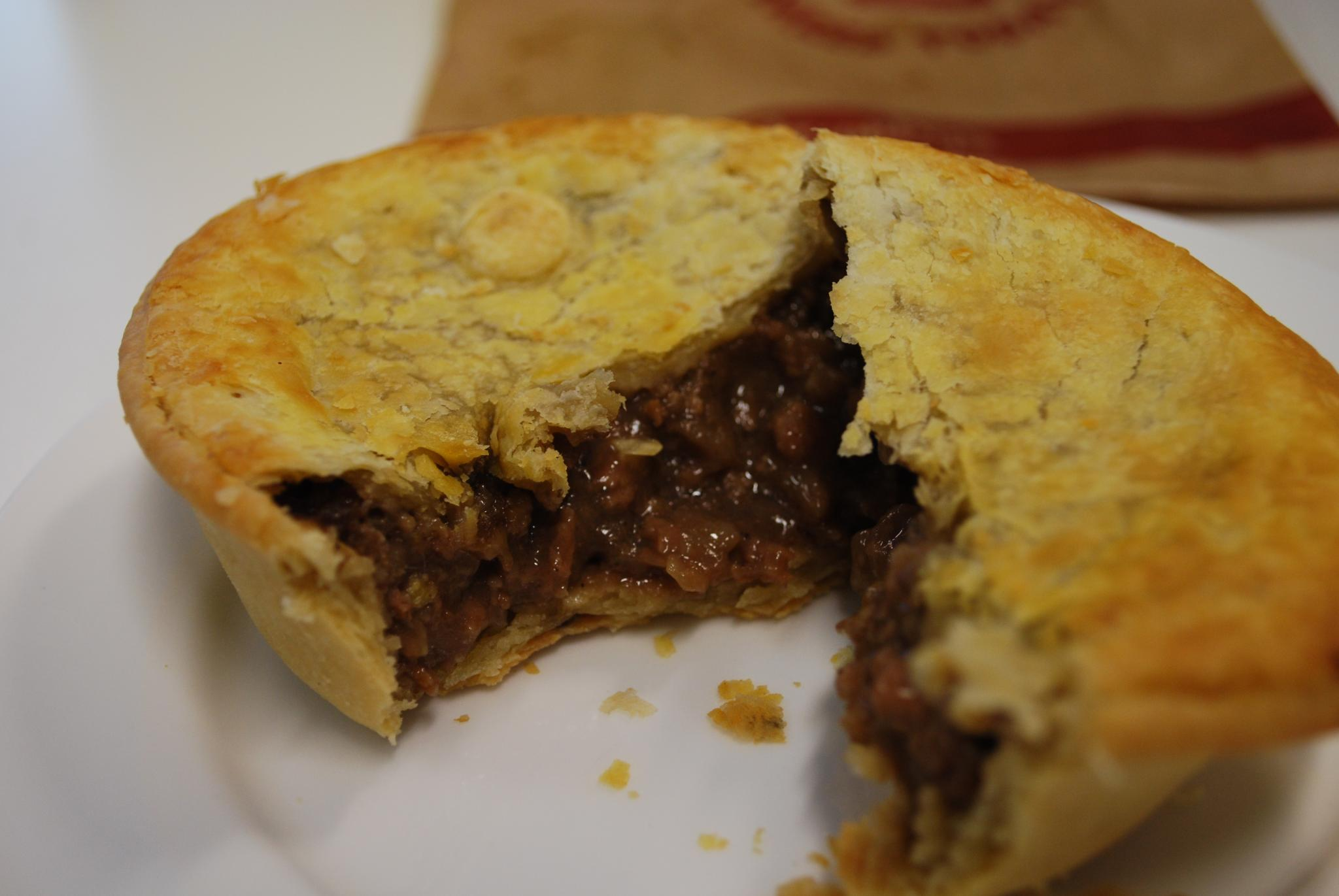
ステーキと玉ねぎのパイ

何世紀もの間、ホグマネイはスコットランドではクリスマスよりもはるかに大事な休日であった。スコットランドに根強いプロテスタントの改革派、特に長老教会が、クリスマスをカトリック的であるとしたためと思われる。また、産業革命の時代の労働者が、厳しい労働条件のため、クリスマスに休みを取れなかったからとする説もある。長老教会の関係者は、概してホグマネイにも不賛成であった。この引用は、公式な教会の記録にある中で、初めてホグマネイに触れられている部分である。
周囲の一般人が、ホグマネと叫びながら、家から家へと渡り歩くのは、スコットランド南部では普通のことである—
また、ノルマンディーでのホグマネイに似た習慣についても、スコットランドの教会に、批判的な記録が残されている。

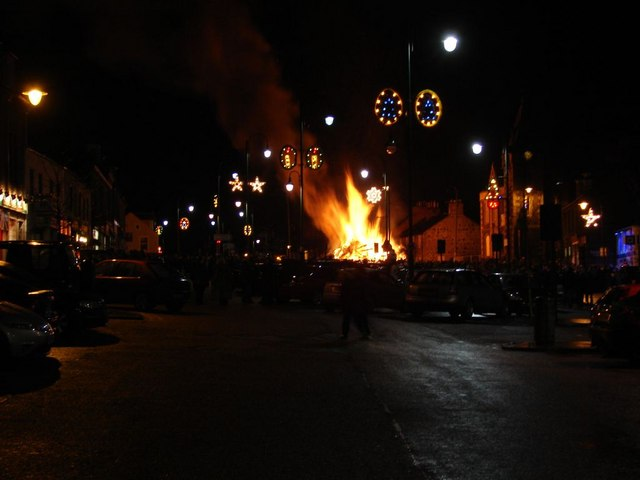
ビガーのホグマネイ

クリスマスが、スコットランドのカトリックと長老派信者の間で理解を得ても、スコットランド国教会は、400年以上もクリスマスを祝うことを奨励しなかった。いっぽうで、1月1日と2日は、スコットランドではバンクホリデーで、ホグマネイは、クリスマスと同じくらいの価値がある祝日であり、ニーアデイ（新年）を特別な料理、特にステーキ・パイで祝う習慣は今も続いているのである。スコットランドの中でも、最も独自性の強い祝い方をしているのは、特にストーンヘヴン、コムリーそしてビガーである。

### その他のしきたり
軍隊や公共団体にも独自のしきたりがある。例えば、スコットランドの諸連隊では、新年の鐘が鳴り、兵舎の入り口で、軍楽隊のバグパイプが行く年を送っている間、士官が祝宴で兵の給仕をすることになっている。哨兵の交代では、こういうやりとりがある。「誰だ？」「新年である、異常なし。」
一般家庭では、家はまんべんなく掃除される（レディング＝整理、として知られる）。暖炉は特にはき清められ、また、茶葉占い（en:Tasseography）の要領で灰を見て、前年の最後の灰は、新年に何が待ち受けているかを表すと信じられた。
新年を迎えると、友人や他人に、いい一年を願ってキスをする。元々は古い年の痕跡を払うと言う意味がある。また、新年の決意が述べられる。古いホグマネイの伝統の中でも、これは核心の部分であるが、大騒ぎして飲み明かした朝、大抵の人々が口にする言葉は「もう（こんな騒ぎは）やらない」だが、恐らくは1月の終わりまでには破られる誓いである。無論それを気に病むことはない。
かつては、ハンドセリングと呼ばれる新年のご祝儀、お年玉が、新年の最初の月曜日に与えられていたが、今では廃れた。

## ファースト･フッティング
ファースト･フッティングは、年が明けてから初めてその家に足を踏み入れることで、スコットランドでは今も広く行われている。その家の幸運を確実なものにするため、足を踏み入れる人物は、男性で、黒い髪の毛で（バイキングの時代の信仰で、金髪の人物が玄関に現れるとトラブルを起こすといわれる）、その男性は「背が高くてハンサム」という条件が加わることもある。これは、大晦日に掃除を頑張った女性へのご褒美とも言われている。また、家が暖かく安全であるように、火を焚くための石炭、ショートブレッドまたはブラックバン（フルーツケーキの1種）などを持ち込むのがならわしである。ショートブレッドやブラックバンは、その年、その家が食べ物に困らないようにという願いの象徴であった。これにウイスキー、また、小さなケーキかコインを持ってくる場合もある。東海岸の漁業都市やダンディーでは、ファースト･フッティングに飾りを付けたニシンを持ち込む。

## オールド・ラング・サイン
「蛍の光」（オールド・ラング・サイン）をホグマネイに歌う習慣は、スコットランド以外でも一般的になっているが、この曲は、ロバート･バーンズによって後に加筆され、さらにその後曲がつけられたものである。深夜に時計が新年を知らせる頃、輪になって腕を交差させて歌うことになっている。しかし、腕を組むのは、最後の節が始まる時にのみである。歌詞が、そのようになっているからである。
通常、この決まりが守られているのはスコットランドのみである。